# Seihschnabel

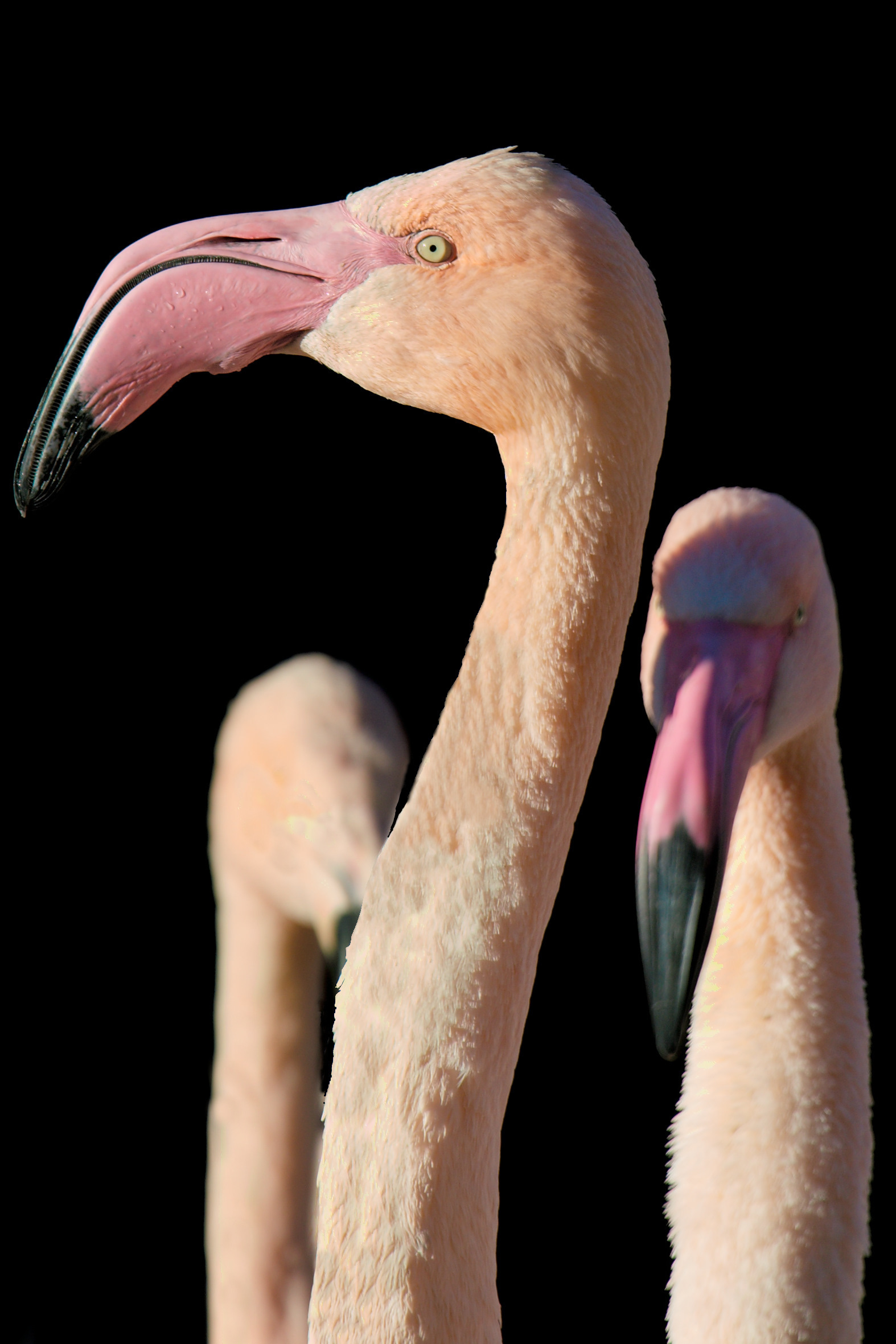
Seihschnabel eines Flamingos

Als Seihschnabel bezeichnet man einen Schnabel, der an eine spezielle Form des Nahrungserwerbs angepasst ist – das „Seihen“ (veraltet für „Sieben, Aussieben“). Man findet ihn insbesondere bei den Flamingos und bei einigen Entenarten.
Beim Seihen wird der Schnabel geöffnet, so dass Wasser oder feiner Schlamm hineinströmen kann, dann wird er schnell wieder geschlossen. Das Wasser wird durch die Hornleisten des Seihschnabels, so genannte Lamellen, wieder herausgepumpt, wobei feine Nahrungspartikel in den Lamellen hängenbleiben und schließlich verschluckt werden. Bei den Nahrungspartikeln kann es sich um Insekten, Würmer, Schnecken, Laich oder Pflanzenteile handeln.